# Schatzfund von Straubing

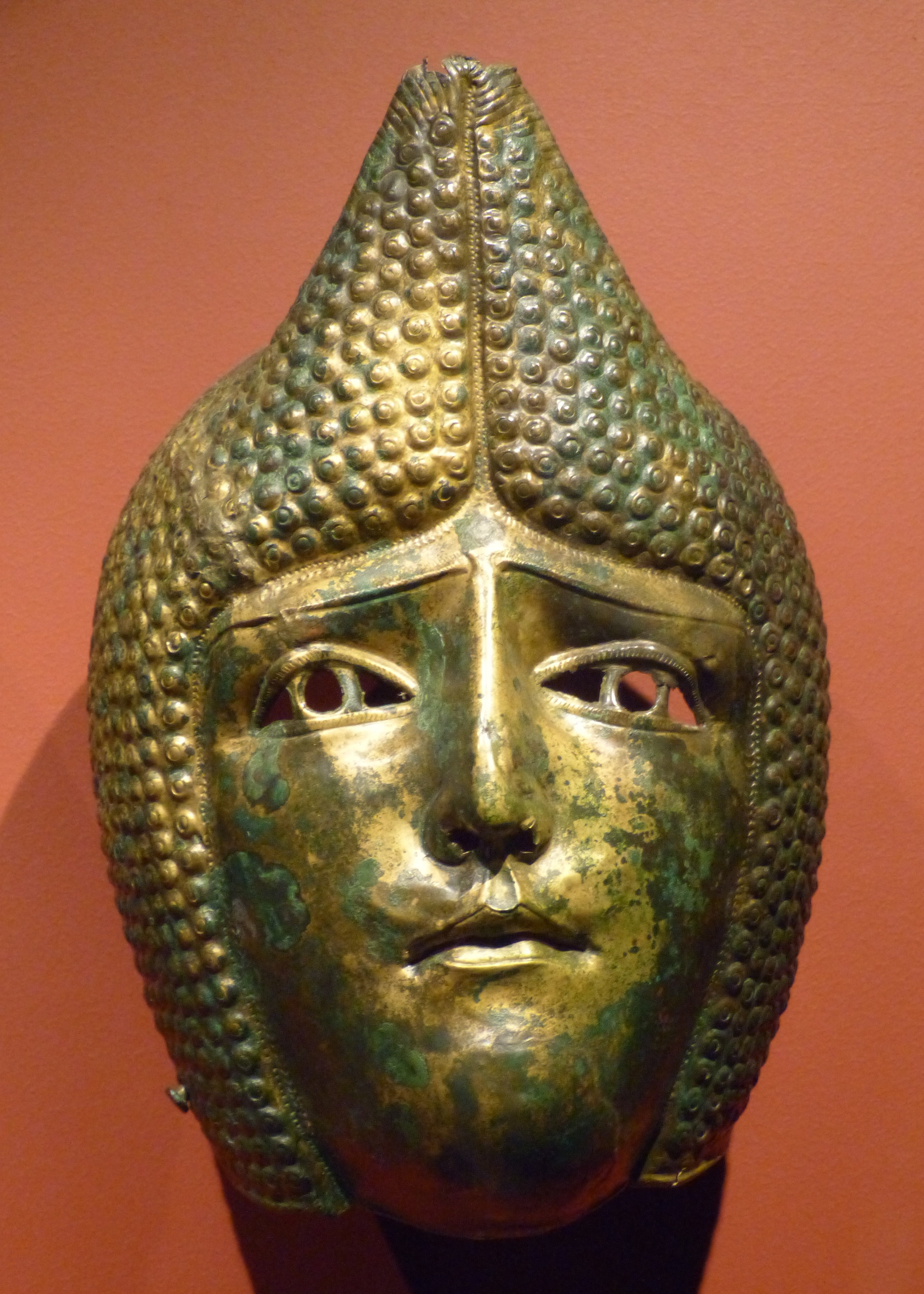
Gesichtshelm vom orientalischen Typ aus dem Straubinger Schatzfund

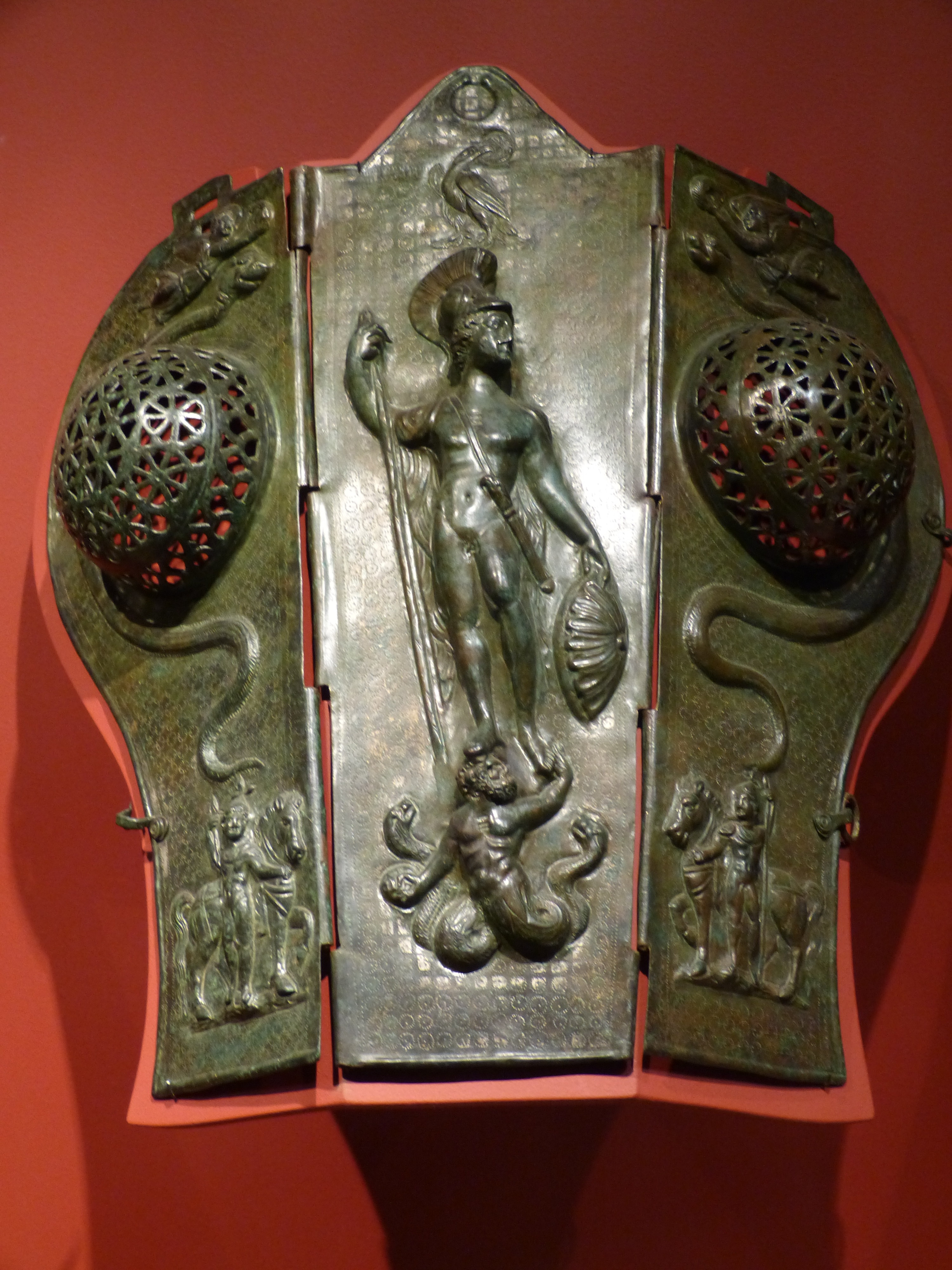
Rossstirn mit Signatur des Proclus Maternus aus Straubing

Der Schatzfund von Straubing stammt aus der ersten Hälfte des 3. Jahrhunderts. Er steht vermutlich im Zusammenhang mit dem Limesfall des 3. Jahrhunderts nach Christus in der Provinz Rätien und zählt zu den bedeutendsten archäologischen Entdeckungen in Bayern aus römischer Zeit.

## Geschichte
Der Straubinger Schatzfund wurde am 27. Oktober 1950 bei Bauarbeiten westlich der Stadt Straubing auf dem Gelände einer Villa rustica entdeckt. Der zuständige Bauingenieur verständigte u. a. den ehrenamtlichen Leiter des Gäubodenmuseums Josef Keim, der die Bergung des römischen Schatzfundes in Zusammenarbeit mit den Behörden veranlasste.
In einem Kupferkessel waren u. a. sieben Masken von bronzenen Gesichtshelmen (z. T. vom hellenistischen und z. T. von einem bis dahin unbekannten orientalischen Typ), eine eiserne Hinterhaupthälfte dazu, fünf reich verzierte Beinschienen mit Knieschutz, acht verzierte Kopfschutzplatten (Rossstirnen) für Pferde, sieben Götterfiguren sowie verschiedene Kleinteile aus Bronze deponiert. Hinzu kamen diverse Waffen und Gerät aus Eisen. Der Fund war zu dieser Zeit einzigartig. Er entstand womöglich nach der Plünderung des 3 Kilometer westlich gelegenen Kastells Sorviodurum im 3. Jahrhundert. Einzelne der Eisenteile verraten durch ihren Zustand, dass sie vermutlich aus Brandruinen aufgelesen wurden.
Ab dem 17. März 1951 wurde im Bayerischen Nationalmuseum eine vom Bayerischen Landesamt für Denkmalpflege und der Prähistorischen Staatssammlung veranstaltete Sonderausstellung mit dem Fund von Straubing als Mittelpunkt eröffnet. Der Fund befindet sich heute auf Initiative von Josef Keim zum größten Teil im Gäubodenmuseum in Straubing und wird in einer Dauerausstellung zur Römerzeit gezeigt, die 2012 neu gestaltet wurde. Die Gesichtshelme, Beinschienen und Rossstirnen bilden auch heute noch den größten bekannten Fundkomplex römischer Paraderüstungen.

## Fundumfang
Der Katalog der in einem umgestülpten, getriebenen Kupferkessel sich befindenden Fundstücke umfasst 116 Nummern, darunter
- sieben aus Bronze getriebene Gesichtshelme (vier vom hellenistischen, drei vom orientalischen Typ), dazu eine eiserne Hinterhaupthälfte
- fünf reich verzierte Beinschienen mit Knieschutz, davon ein Paar
- acht verzierte Kopfschutzplatten (Rossstirnen) für Pferde, darunter zwei mit Augenkörben, die als hochplastisch getriebene Medusen- und Ganymedköpfe ausgeführt sind
- sieben bronzene Götterfiguren, darunter ein tanzender Lar und ein Mercurius
- verschiedene Kleinteile aus Bronze
- zahlreiche Werkzeuge, Geräte, Waffen und Beschläge aus Eisen